# Vườn quốc gia Thung lũng Chết
Vườn quốc gia thung lũng Death hay vườn quốc gia thung lũng Chết (tiếng Anh: Death Valley National Park) là vườn quốc gia khô cằn nhất của Hoa Kỳ tọa lạc tại phía đông của dãy núi Sierra Nevada ở hạt Inyo, California, Hoa Kỳ với một phần lấn sang (Devil's Hole) ở hạt Nye, Nevada. Vườn quốc gia này có diện tích 5.219 dặm vuông (13.518 km²), bao quát cả thung lũng Saline, một bộ phận lớn của thung lũng Panamint, phần lớn thung lũng Death (thung lũng Chết), và các phần của các dãy núi khác. Đây là vườn quốc gia nóng nhất, khô nhất ở Hoa Kỳ và có địa điểm sâu nhất ở Tây Bán Cầu tại Badwater, với độ sâu  282 feet (86 m) dưới mực nước biển. Đây là nơi sinh sống của nhiều loài động thực vật đã thích nghi với điều kiện sống khắc nghiệt ở đây. Các loài điển hình có thế kể tới như: cây bụi Creosote (Larrea tridentata), cừu sừng lớn (Ovis canadensis), sói đồng cỏ Bắc Mỹ (Canis latrans), và cá sóc thung lũng Chết (Cyprinodon salinus salinus) — những loài còn sống sót của những khoảng thời gian ẩm ướt hơn. Khoảng 95% của vườn quốc gia này được xem như là hoang dã.